# Juan Joseph Sigüenza y Vera
Juan José Sigüenza y Vera és conegut pel seu tractat per a impressors Mecanismo del arte de la Imprenta para facilidad de los operarios que le exerzan, un dels primers (sino el primer) en llengua castellana, publicat a Madrid el 1811 als tallers de la Imprenta de la Compañía i publicada una segona edició ampliada amb addició a Madrid l'any 1822. La primera edició està dedicada a la neta de l'impressor Joaquin Ibarra, de qui el mateix Juan José Sigüenza y Vera va ser deixeble.
En el llibre es mostren diversos graus de lletra, tots ells gravats per Eudald Pradell, menys el grau de nomparell que pertany a Espinosa.
La importància d'aquest tractat és que per primera vegada s'expliquen els procediments de l'Art d'imprimir, establint una metodología i una certa racionalitat en els processos d'impressió.
Existeix una edició facsímil d'aquest tractat: 
Vera, Juan Joseph Sigüenza y. Mecanismo del arte de la imprenta. "Edición Facsimil.". Santiago de Compostela [Spain]: Universidade de Santiago de Compostela, 1992. ISBN 9788478950140.